# 义和镇 (应城市)
义和镇，是中华人民共和国湖北省孝感市应城市下辖的一个乡镇级行政单位。

## 行政区划
义和镇下辖以下地区：
季伟村、新村、柴咀村、王台村、铁塔村、龙湖村、陶柳村、徐邓村、乌岭村、张万村、新集村、李集村、李大村、西二村、庙湾村、老集村、阙陈村、丁咀村、义和村、二湾村和新六村。